# 小金井市立本町小学校
小金井市立本町小学校（こがねいしりつほんちょうしょうがっこう）は、東京都小金井市本町にある公立小学校。

## 特色
本町小学校には、校歌以外にも「本町っ子の歌」という歌がある。

## 沿革
- 1965年10月11日 - 校舎建設に着工[2]
- 1966年4月1日 - 小金井市立本町小学校開設[2]
- 1966年10月18日 - この日を開校記念日と定める（式典挙行、校章、校歌披露）[2]
- 1967年8月26日 - 体育館落成[2]
- 1970年10月18日 - 創立5周年開校記念式典挙行[2]
- 1988年9月1日 - ランチルーム開設、2教室を多目的教室に改修[2]
- 2001年9月1日 - コンピュータ室設置[2]
- 2010年8月31日 - 校庭芝生化工事竣工[2]
- 2015年10月23日 - 開校50周年記念式典[2]

## 進学先中学校
小金井第一中学校

## アクセス
JR中央線 武蔵小金井駅北口 徒歩10分